# Safir (equip ciclista)
L'equip Safir, posteriorment conegut com a Roland, va ser un equip ciclista belga que competí professionalment entre el 1978 i el 1988.

## Principals resultats
- Bordeus-París: Herman Van Springel (1980, 1981)
- Gran Premi de Denain: Eddy Vanhaerens (1982)
- Gran Premi Pino Cerami: Ronny van Holen (1982)
- Gran Premi Raymond Impanis: Willem Peeters (1982)
- Gran Premi Jef Scherens: Ronny van Holen (1984)
- Nokere Koerse: Diederik Foubert (1985)
- Le Samyn: Ronny van Holen (1985)
- Quatre dies de Dunkerque: Herman Frison (1987)
- Tour de l'Alt Var: Luc Roosen (1988)
- Omloop Het Volk: Ronny van Holen (1988)

### A les grans voltes
- Volta a Espanya
  - 4 participació (1978, 1982, 1984, 1985)
  - 7 victòria d'etapa:
    - 1 al 1978: Jean-Philippe Vandenbrande
    - 3 al 1982: Eddy Vanhaerens (2), Willy Sprangers
    - 3 al 1984: Jozef Lieckens (2), Michel Pollentier

- Tour de França
  - 1 participació (1987)
  - 1 victòria d'etapa:
    - 1 al 1987: Herman Frison

- Giro d'Itàlia
  - 2 participació (1981, 1987)
  - 0 victòria d'etapa: